# Хардаль
Хардаль — частина релігійної сіоністської єврейської громади в Ізраїлі, яка схиляється до ідеології харедім (щодо поглядів на світський світ, та їхнього жорсткого (хумра) підходу до Галахи); іноді цей термін використовується для позначення тієї частини громади харедім в Ізраїлі, яка схиляється до сіоністської релігійної ідеології.
Цей термін вигаданий опонентами (рухом Бней-Аківа) у 1980-их. З цієї причини він досі носить дещо принизливий відтінок. Частина представників громади використовує цей термін. Більшість членів громади називає себе «торані» (літературно-орієнтовані) або «торані-леумі». Іноді зустрічається термін «мерказник», від назви ієшиви Мерказ ха-Рав, заснованої Авраамом Іцхаком Куком.
На сайті yeshiva.org.il «Хардаль» описується так: «Люди, які класифікують себе як „Хареді Леумі“ або „Хардаль“, намагаються суворо дотримуватися заповідей, Kalah Kechamurah (однаково легкі та вагомі питання), в той же час беруть участь у національному житті в державі, та в заселенні Ерець-Ісраель».